# اش شویهاه
اش شویهاه  یک منطقهٔ مسکونی در عمان است که در استان بریمی واقع شده‌است.